# Tailândia (Pará)
Tailândia es un municipio del estado de Pará en la región norte de Brasil.

## Historia
En febrero de 2008, la ciudad fue escenario de una violenta manifestación contra las fuerzas de seguridad, luego de que el IBAMA acabara con las actividades de varios madereros ilegales en la región, que en ese momento era la principal fuente de ingresos de la población.